# Люцко, Игорь Сергеевич
Игорь Сергеевич Люцко (6 апреля 1962, Минск — 2024) — советский и белорусский шахматист, гроссмейстер (2004).
Участник сборной Белоруссии (3 доска), которая победила на Всесоюзной спартакиаде школьников в Ташкенте в 1978 году. Во время службы в рядах Советской Армии жил в Риге и продолжил шахматную карьеру в Латвии. В 1982 году стал чемпионом Латвии среди юношей. Шесть раз подряд выступал в финалах чемпионата Латвии по шахматам: 1983, 1984, 1985, 1986, 1987, 1988. Самый большой успех был им достигнут в 1985 году, когда Люцко поделил 3—4 место, только на пол-очка отстав от победителя. Играл также за юношескую сборную Латвии в 1982 году на Всесоюзных юношеских играх в Ленинграде и за сборную Латвии на Спартакиаде народов СССР в Минске.
Многократный участник чемпионатов Белоруссии. Лучшее достижение —  2—3 место в чемпионате 2001 года.
5 сентября 2024 года было объявлено о смерти Люцко в возрасте 62 лет.

## Изменения рейтинга
| Графики недоступны из-за технических проблем. См. информацию на Фабрикаторе и на mediawiki.org. |